# Le Gamin au vélo
Le Gamin au vélo (Brasil: O Garoto de Bicicleta / Portugal: O Miúdo da Bicicleta) é um filme belga de 2011 escrito e dirigido pelos irmãos belgas Jean-Pierre Dardenne e Luc Dardenne, estrelado por Cécile de France e Thomas Doret. Situada em Seraing, o filme conta a história de um menino de onze anos de idade que se aproxima de uma mulher depois que seu pai o abandonou.
O filme foi produzido por produtoras cinematográficas da Bélgica, França e Itália. A obra não se afasta do estilo naturalista das obras anteriores dos irmãos Dardenne, porém foi empregada uma  estética mais brilhante do que a de costume, um roteiro de estrutura linear e a inclusão de trilha sonora. Ele estreou no Festival de Cannes 2011 e ganhou o  Grande Prêmio do Júri.

## Sinopse
Cyril, um garoto de onze anos, foi deixado em um orfanato, algo que seria temporário, e prepara-se para encontrar o seu pai que o deixou lá. Ele não quer acreditar que seu pai o deixou, mudou do apartamento onde viviam e vendeu até mesmo sua bicicleta. Por acaso ele conhece a cabeleireira Samantha, que compra a sua bicicleta de volta e devolve a Cyril. A pedido do menino, ela permite que ele viva com ela nos finais de semana. Juntos, Samantha e Cyril encontra o pai, mas ele não quer mais ver o menino e pede que Samantha o adote.

## Elenco
- Cécile de France ... Samantha
- Thomas Doret ... Cyril
- Jérémie Renier ... Guy Catoul
- Fabrizio Rongione ... Livreiro
- Egon Di Mateo ... Wes
- Olivier Gourmet ... Proprietário do café